# 橙路
《橙路》（日語：新きまぐれオレンジ☆ロード）是日本漫畫家松本泉創作的日本漫畫作品。於《週刊少年Jump》1984年15號至1987年42號期間進行連載，全156回。正傳完結後，作為特別篇在分別發表在《Super Jump》1996年10號（第157回）及《週刊Playboy》1999年44號（第158回）。單行本全18冊，愛藏版、文庫版全10冊。
後來被改編成電視動畫於1987年4月6日至1988年3月7日期間在日本電視台播出，另外有OVA動畫3集、劇場版動畫2部及小說。
系列漫畫的發行量截至2020年10月總計達到2000萬冊。

## 作品概要
故事講述擁有超能力的男主角春日恭介與鮎川圓、檜山光兩個女孩之間三角戀情。
- 早期（1980年代後期至90年代初），臺灣有些公司翻版了不少日本動畫歌曲歌集，由依照日本原版專輯到臺灣自行編輯也有，初期以錄音帶為主，後來CD開始普及，很快便取代錄音帶。翻版在香港亦曾流行一時，有些專售動漫商品的店舖亦曾銷售臺灣翻版唱片。
- 中國大陸仿製日本正版，多張盜版原聲大碟SOUND COLOUR系列1～3集、OVA原聲大碟以及精選歌集LOVING HEART，于2000年在中國大陸市場湧現，其中以LOVING HEART最為盜版嚴重。起初只是於大陸拍賣網站出售，其後充斥於全世界各大拍賣熱點，以 全新未開100%NEW 作售賣招徠，由此可見此作品多年來一直有極高人氣。
- 電視版香港首播是1989年ATV亞洲電視，電影版也在日本公映的翌年於香港的亞洲電視以節目時段名稱「動畫冰點」於星期六下午首播，但宣傳不足，令一眾香港橙路迷錯過欣賞。橙路熱潮不斷，同年安樂影片於香港會議展覽中心舉行動畫影展，橙路的OVA SPECIAL也在其中播放，多場爆滿。數月後TVB無線電視於星期六深夜時段首播放多套OVA作品，TVB自家配音版鮎川圓，同用《相聚一刻》音無響子的配音員林元春，加上兩套作品動畫版同是高田明美擔任人物設計，致令香港一些對動畫不太認識的觀眾，時常弄錯兩套作品女主角的主要原因。
- 1993年，亞洲電視重新配音《橙路》，由香港名配音員林保全配演春日恭介。這版本最廣為流傳，也是配演鮎川圓的女新人黃玉娟的成名作。

## 故事簡介
故事的主角春日恭介，因為其家族春日家擁有超能力（超能力來源是母親的家系，父親是普通人），每當被人發現其家族秘密便需要搬家。這次因為他的妹妹春日久留美在運動會運用超能力，在3秒內跑完100公尺，使他們不得不搬第七次家。
轉入新學校的春日恭介，在一條長樓梯邂逅少女鮎川圓，後來發現是同班同學。另一方面，同校學妹檜山光自幼便認識鮎川圓，檜山光在體育館準備抽菸時見到恭介使用超能力將籃球投到籃網而大吃一驚，從而喜歡上恭介，在一次倆人於學校走廊相撞後更確認三角戀情的開始。

## 登場角色
春日恭介
聲：古谷徹、水島裕（Jump特別動畫版）、堀川亮（廣播劇）（日），香港配音：葉少榮（亞視1989年、劇場版亞視1991年）、鄧榮銾（OVA無綫1991年）、林保全（亞視1993年重配）、羅偉傑（Pop & In 博意影碟 OVA）、陳廷軒（Pop & In 博意影碟劇場版）
1969年11月15日生，天蠍座，成績、長相與運動能力都很普通的少年，個性優柔寡斷，夾在同班同學（從國三到高三）鮎川圓與小兩屆的學妹檜山光之間，周遭大部份的人均認為他與檜山光較為親近，實際上他對鮎川圓的好感遠遠超過檜山光。在漫畫版最後一集（第15集）裡就清楚描述他對檜山光的感覺像是親情，而對鮎川圓的感覺則是愛情。
擁有的超能力包括瞬間移動、念動力、透視、千里眼、順風耳、自我催眠、物體位置互換等等，並且能藉著滾落樓梯之類的方法回到過去，在某些情況下能進入平行世界，與他人甚至是動物頭部互相撞擊則能交換身體，動畫版中甚至能使出類似電光的力量，有著多樣化的超能力，並會隨著年齡增長而覺醒新的能力。
在漫畫版裡春日恭介常常無意識地（如遭久留美催眠、或自我催眠、在游泳池遭茜惡搞、或是遭爺爺及一彌惡搞）做出對鮎川圓不禮貌的動作而被鮎川圓搧了很多巴掌，並且優柔寡斷的關係時常讓早期的鮎川圓吃醋，最後在其妹真奈美的揭露下而被迫作出三角戀情的抉擇；而劇場版則是鮎川圓又再度吃醋下自己必須面對三角關係的抉擇。大部分的漫畫迷批評劇場版「但願回到過去」的春日恭介過於絕情，不符合松本泉描繪對春日恭介優柔寡斷的個性。
常常在關鍵時刻拯救鮎川圓，比如在游泳池邊鮎川圓因喝醉酒無力抵抗差點被非禮、在滑雪途中遇到幽靈時保護鮎川圓、在纜車上因為過度失溫而差點凍死、在前往無人島上鮎川圓不斷遭雷擊時使用瞬間移動能力拯救鮎川圓，甚至在平行世界拯救不認識自己的鮎川圓而致使鮎川圓對自己產生好感；也會在鮎川圓重感冒時想辦法替她解決問題（比如做難吃的菜、或是叫茜冒充鮎川圓前往補考），長期累積下來使鮎川圓對春日恭介萌生愛意，甚至漫畫版後幾集兩人在接吻關鍵時刻總被檜山光撞見而兩人趕快躲開，直到三角戀情結束後兩人才光明正大接吻而結束整部漫畫劇情。
鮎川圓
聲：鶴弘美、島津冴子（Jump特別版動畫）、櫻井智（廣播劇）（日），香港配音：龍寶鈿（亞視1989年）、林元春（OVA無綫1991年）、黃玉娟（劇場版亞視1991年、亞視1993年重配、Pop & In 博意影碟）
1969年5月25日生，雙子座，性格獨立堅強，在與春日恭介認識前是抽菸、打架、無照駕駛等前科累累的典型不良少女，因過去個性強悍且時常只用吉他pick、撲克牌及徒手就能把對手打成重傷，故又有pick阿圓之稱；在恭介出現後收斂許多，然而過去的威名仍然使不少人頗為忌憚，看似無所畏懼的她其實很怕幽靈一類的東西，平常瞞著學校在Abcb打工。
從未交過男朋友，她小時候的初戀情人和以後的男朋友都是春日恭介一人而已。對於這個角色設定，松本泉曾在漫畫版序裡面提及，本來是希望鮎川圓交過很多男朋友且也已經不是處女，但後來受到漫畫迷的抗議而把她設定成從未交過男朋友。
小時候是一個短髮且愛穿短褲的女生，直到春日恭介回去六年前才改變了鮎川圓決定留長髮以及穿裙子，並愛上了恭介還獻給他初吻，而鮎川圓在初期遇見恭介並送給他的紅色草帽亦是鮎川圓小時候遇到穿越時空的恭介送給她的。小時候的過去和長大後性格逐漸轉變為溫柔，有很多都跟遇到恭介有關係。
漫畫版第一集在抽菸中的鮎川圓故意裝作不認識春日恭介，在後來在第15集春日真奈美決定幫恭介攤開三角關係時（末集），檜山光流淚說「女孩子被喜歡的人看到自己在抽菸會被認為是不良少女」，而真奈美則接著說「會這麼想的不是只有妳而已」便已經暗示了還有另外一個人這麼想，那個人就是鮎川圓。鮎川圓一開始便對恭介有戀愛的感情，但為了掩飾被恭介看到自己正在抽菸的不安，所以故作鎮定假裝不認識恭介。而真奈美的那一句話讓檜山光決定查清楚到底恭介愛的是誰。
漫畫版裡許多對鮎川圓有偏見的同學隨著鮎川圓的個性改變較溫柔而開始逐漸轉而同情鮎川圓，甚至在最後一集鮎川圓曾參與演唱會後被大家誤會是因為去參與演唱會和在Abcb打工所以被退學處份，故大家集體請願自願退學而逼校長取消退學處分決定，後來證實是誤會一場，因為是鮎川圓為了結束三角戀情關係而主動要求退學。而鮎川圓從容易對檜山光主動和春日恭介親密的接觸而吃醋，逐漸變成對檜山光默默地隱藏和恭介的關係、甚至最後選擇默默退出三角戀情而去美國留學，引起漫畫迷廣泛的同情及迴響，故對於劇場版「但願回到過去」的鮎川圓反而直指不符原本角色設定，還有漫畫迷呼籲「就將鮎川圓的印象停留在漫畫版和TV版就好」。
音樂世家出身，有一位已婚的姊姊，遺傳自父母的優秀音樂才華在原作中曾經讓大批經紀公司找上門，動畫版中也有著熟練吹奏薩克斯風的鏡頭出現。
由於在台灣人氣極高的緣故，而與福星小子的拉姆、相聚一刻的音無響子及幸運女神的蓓兒丹娣（另一派說法為鄰家女孩的淺倉南）被台灣動漫迷稱為80～90年代的動漫界四女神。直至現在只要到5月25日PTT仍會在進場畫面出現鮎川圓的肖像並且寫上「阿圓生日快樂」，可見人氣之高到現在仍未衰減。
檜山光
聲：原榮子、小粥洋子（Jump特別版動畫）、今井由香（廣播劇）（日），香港配音：沈小蘭（亞視1989年 與劇場版亞視1991年）、譚淑英（亞視1989年，代配第24、37集）、黃麗芳 (OVA無綫1991年)、朱妙蘭 (亞視1993年重配)、曾秀清 (Pop & In 博意影碟)
1971年11月15日生，天蠍座，和春日恭介同一天生日，性格爽朗，和鮎川圓、火野勇作是從小的好友，也曾和鮎川圓一同當過不良少女，原作中因為目睹恭介獨自一人拿籃球往對面拋而中籃網大吃一驚因而喜歡上恭介，並自此展開熱烈的追求，動畫版中亦也是目擊過恭介的超能力，但並未向其他人提起。
在漫畫版檜山光留短髮，是因為恭介曾回到六年前而被當時年紀甚小的檜山光目睹恭介與當時留短髮的鮎川圓互動而誤以為恭介喜歡短髮女生。而在漫畫版裡檜山光賞了春日恭介一巴掌而結束三角關係，在劇場版裡則是春日恭介刻意忽略及傷害檜山光而結束三角關係。
春日真奈美
聲：富澤美智惠、宮村優子（廣播劇）（日），香港配音－－曾秀清（春日由美，亞視1989年；春日夕美，亞視1993年重配）、周文瑛（春日夕美，Pop & In 博意影碟 OVA）
恭介的妹妹之一，和久留美是雙胞胎中的姐姐，個性較為成熟且相當善解人意，在漫畫版裡真奈美甚至早已看出恭介喜歡的是鮎川圓，因而在最後一集真奈美打破恭介的三角關係迫使恭介需面對抉擇現實。由於母親已經去世多年的關係，故真奈美需女代母職，目前春日家絕大多數的家務事幾乎都由她一肩扛起。由於真奈美長相有點貌似鮎川圓及很會打理家事和善解人意的關係，有些漫畫迷稱真奈美為「小鮎川圓」。
姊妹兩人與恭介一樣擁有各式各樣的超能力，平常狀況下強度上似乎還略勝恭介一籌，然而跟久留美比起來真奈美從未跟恭介發生過任何爭執，有一次還陰錯陽差地跟恭介「約會」。
真奈美在橙路裡是繼鮎川圓後第二個受歡迎的女主角。
春日久留美
聲：本多知惠子、本井英美（廣播劇）（日），香港配音－－：林錦燕（亞視1989年）、龍德瓊（亞視1993年重配、Pop & In 博意影碟）
恭介的妹妹之一，和真奈美是雙胞胎中的妹妹，個性較為迷糊隨性、也不太會看場合說話而造成尷尬的局面，在漫畫版裡甚至多次被真奈美阻止繼續講不適切的話，同時也是春日家第七次遷移的元凶，理由則是因為她在前一所學校跑百米只用了三秒。也因為迷糊的個性而曾被小松整司的哥哥用食物拐走。
姊妹兩人均為「走在路上有很高機率被搭訕」的可愛少女，恭介曾經目擊過久留美讓前來搭訕的男人彈飛10公尺遠的場面。在漫畫版久留美曾多次意圖催眠恭介但是有幾次卻忘了解開催眠術導致恭介做出對鮎川圓不適當的行為。
春日隆
聲：富山敬（日），香港配音：陸頌愚（亞視1989年、亞視1993年重配）
恭介的攝影師父親。初登場時40歳。因為妻子明美早逝所以由他一個男人養育三個孩子。春日一家的超能力遺傳自明美，唯獨春日隆沒有那個能力。非常溫和的性格。專拍風景，只拍過少數人物照，包括了家人、鮎川圓和檜山光。
小松整司
聲：難波圭一（日），香港配音：陳永信（亞視1989年）、陳欣（亞視1993年重配）
恭介的同學，和八田一也是好友，常打恭介妹妹的主意，小時候是個典型的乖乖牌，而且成績很優秀，但是被回到過去的恭介拿成人書籍引誘而變成了現在好色的個性，成績方面也因此變得慘不忍睹。
八田一也
聲：龍田直樹（日），香港配音：黃志明（亞視1989年、亞視1993年重配）
恭介的同學，和小松整司是好友，常打恭介妹妹的主意，好色程度與小松不相上下，在漫畫版裡是班上第一個最查覺到鮎川圓個性改變的人，而在末集因為也參與音樂選秀甚至開始也認同鮎川圓並不是不良少女而說服同學們前往校長室要求「烏龍的集體退學請願」，在劇場版裡高中畢業後成了小有名氣的漫畫家。
老闆（聲：屋良有作）
Abcb咖啡店的老闆，咖啡店是鮎川圓與恭介打工的地方，和鮎川圓也是好友。在漫畫版裡洞察力強，能從行為上看出恭介喜歡的是鮎川圓；在最後一集誤以為因為鮎川圓去Abcb打工所以才遭退學故在學校校長面前宣布即日起停止營業，最後是誤會一場。在劇場版「那個夏天的開始」中已把Abcb賣掉而且不知去向。
火野勇作
聲：菊池正美（日），香港配音：黃子敬（亞視1989年）、呂永林（亞視1993年重配）
和鮎川圓與檜山光是從小的好友，偷偷喜歡檜山光但沒勇氣表白，視恭介為情敵。
小時候常被欺負，在檜山光的鼓勵下開始練空手道，有著黑帶二段的實力，能一拳打穿門板以及單手捏爛雨傘。
總是喜歡在恭介、鮎川圓和檜山光一同出遊時緊緊跟從以監視恭介對檜山光的一舉一動。
一彌
聲：坂本千夏、三田友子（Jump特別版動畫）（日），香港配音：陶碧儀（亞視1989年）、譚淑英（亞視1993年重配）
恭介的表弟，幼稚園生，長得像是恭介縮小版，是個相當調皮的鬼靈精，在感情方面似乎與恭介一樣優柔寡斷而夾在兩個女孩子之間。
與恭介一樣有著多樣化的超能力，最常使用的能力為讀心術。在漫畫版一開始登場時也跟其它人一樣想要嘗試幫恭介解決三角戀情，但又時常故意撞恭介的頭作靈魂交換以接近鮎川圓，有一次甚至拿貓來做實驗撞恭介的頭和恭介做靈魂交換。
時常和爺爺在恭介和鮎川圓兩人單獨在一起溫習功課時搞砸現場，在漫畫版有一次雷雨交加的晚上甚至和茜、爺爺使用超能力多次嚇暈鮎川圓後結果將責任推給恭介並謊稱是恭介故意要爺孫們來嚇鮎川圓，讓恭介哭笑不得。
漫畫版作者松本泉的本名也是叫一彌。
茜
聲：松井菜櫻子（日），香港配音：袁淑珍（OVA無綫1991年）、曾佩儀（Pop & In 博意影碟）
恭介的表親，一彌的姊姊，有著百合傾向，第一次見面時便喜歡上了鮎川圓，甚至喜歡到在自己房間天花板貼上鮎川圓的半身大海報，也因此將恭介視為情敵，多次試圖湊合恭介與檜山光，甚至一次在游泳池裡恭介試圖阻止茜的擅作主張結果反倒弄巧成拙，恭介遭鮎川圓搧耳光。
與春日一族其他人相比，超能力顯得薄弱許多，只有變身及瞬間移動的超能力，但變身能力其實是對單一目標對象進行催眠而使目標將施術者看成別人，並非真正的變身能力，因此目標對象以外的人所看到的、以及攝影機所拍出的畫面，仍然會是原本的模樣。
非常要面子，曾向同儕姊妹謊稱自己已有男朋友，因而央求恭介充作男朋友證明給兩個女同學看。
爺爺
聲：緒方賢一（日），香港配音：黃子敬（亞視1993年重配）
恭介的外祖父。
住在鄉下，個性俏皮，甚至會故意在鮎川圓和檜山光面前展露超能力而致使恭介感受困擾，有一次甚至帶一隻會心靈感應的鸚鵡前往春日家結果鸚鵡口不擇言導致恭介遭受鮎川圓修理。
在漫畫版裡一開始爺爺以為恭介同時喜歡檜山光和鮎川圓而不知如何做抉擇，最後爺爺也開始逐漸發現恭介愛的是鮎川圓因而多次催促恭介直接跟鮎川圓告白，但恭介還沒有下定決心告訴鮎川圓他有超能力的心理準備而作罷。
在漫畫版裡的爺爺個性比較俏皮且正直，但是在動漫版和劇場版爺爺卻被描繪成了好色的個性。
奶奶（聲：鈴木れい子）
恭介的外祖母。
與爺爺一同住在鄉下，平常個性溫和且有些迷糊，住家附近有著一座隱藏著超能力一族所有秘密的島嶼，她則是目前的守護者，若有未經許可的外人侵入島上則會遭到她以「守護者的光劍」（落雷）攻擊，出手力道根據爺爺的說法則是到「會被殺死」的程度。
仁武郎／金五郎／Jingle（聲：緒方賢一）
動畫版原創角色，春日家所飼養的肥貓，常常被春日一家人的超能力波及而受害，平常則是睡在恭介的床上。
續篇小說中亦曾登場。
馬男
住在春日家隔壁的一對夫婦，馬男是先生。經常與妻子牛子以搞笑的配角出現。在漫畫與電視版及OVA皆曾登場。
在電視版當中，馬男家門牌是以漢字表示馬男，但不知為何片尾曲中是以漢字表示為馬夫。
牛子
住在春日家隔壁的一對夫婦，牛子是妻子。經常與先生馬男以搞笑的配角出現。在漫畫與電視版及OVA皆曾登場。
原田真一
原作漫畫中後期登場的不良少年型角色，火野勇作的情敵，與勇作曾為了爭奪檜山光而多次大打出手，結局前夕在與勇作互毆後兩人意外撞見失戀的檜山光，在與勇作一起安慰她時對她說出了「不管過多少年，我們都會像這樣一邊打架一邊等著妳」的話語。
杉弘美
恭介的舊識，後來因為轉學而再次成了恭介的同班同學。原本頭髮很長，登場時則是一頭俐落的短髮，被恭介問起此事時以「是因為你的緣故才把頭髮剪短的，你懂女孩子把頭髮剪短的意義嗎？」回應。
廣瀨紗由里
恭介的同校同學，相當受男生歡迎的雙馬尾少女，有著狩獵帥哥（實際上則是讓男方向自己告白後再當場拒絕對方）的興趣。雖然對恭介的評價是「這麼平凡的男生實在不夠格寫在自己的美男子名冊上」，但由於恭介對自己不感興趣而激發鬥志，暫時將恭介當成了誘惑目標。
與恭介身邊大多數人不同，很早就曉得恭介與鮎川圓之間的關係，結局前夕在眾人面前揭穿了此事，雖然當下並未被眾人採信，卻導致了後續一連串的事件。
鳥羽達郎
鮎川圓與檜山光的青梅竹馬，原作中後期進入恭介等人的學校任教。雖然是個文武全才的帥哥，但因為家庭教育的關係而對男女情事這方面一竅不通。

## 出版書籍
單行本
| 集數 | 集英社         | 集英社             |
| 集數 | 發售日期       | ISBN               |
| ---- | -------------- | ------------------ |
| 1    | 1984年10月9日  | ISBN 4-08-851711-3 |
| 2    | 1985年2月8日   | ISBN 4-08-851712-1 |
| 3    | 1985年5月10日  | ISBN 4-08-851713-X |
| 4    | 1985年8月15日  | ISBN 4-08-851714-8 |
| 5    | 1985年11月8日  | ISBN 4-08-851715-6 |
| 6    | 1986年2月10日  | ISBN 4-08-851716-4 |
| 7    | 1986年5月9日   | ISBN 4-08-851717-2 |
| 8    | 1986年8月8日   | ISBN 4-08-851718-0 |
| 9    | 1986年10月9日  | ISBN 4-08-851719-9 |
| 10   | 1986年12月10日 | ISBN 4-08-851720-2 |
| 11   | 1987年2月15日  | ISBN 4-08-851721-0 |
| 12   | 1987年4月10日  | ISBN 4-08-851722-9 |
| 13   | 1987年6月10日  | ISBN 4-08-851723-7 |
| 14   | 1987年8月10日  | ISBN 4-08-851724-5 |
| 15   | 1987年10月9日  | ISBN 4-08-851725-3 |
| 16   | 1987年12月4日  | ISBN 4-08-851726-1 |
| 17   | 1988年2月1日   | ISBN 4-08-851727-X |
| 18   | 1988年7月8日   | ISBN 4-08-851728-8 |

愛藏版
| 集數 | Home社        | Home社             |
| 集數 | 發售日期      | ISBN               |
| ---- | ------------- | ------------------ |
| 1    | 1991年12月1日 | ISBN 4-83-428071-3 |
| 2    | 1992年1月1日  | ISBN 4-83-428072-1 |
| 3    | 1992年2月1日  | ISBN 4-83-428073-X |
| 4    | 1992年3月1日  | ISBN 4-83-428074-8 |
| 5    | 1992年4月25日 | ISBN 4-83-428075-6 |
| 6    | 1992年5月1日  | ISBN 4-83-428076-4 |
| 7    | 1992年6月1日  | ISBN 4-83-428077-2 |
| 8    | 1992年7月1日  | ISBN 4-83-428078-0 |
| 9    | 1992年8月1日  | ISBN 4-83-428079-9 |
| 10   | 1992年9月1日  | ISBN 4-83-428080-2 |

文庫版
| 集數 | 集英社         | 集英社             |
| 集數 | 發售日期       | ISBN               |
| ---- | -------------- | ------------------ |
| 1    | 1998年2月17日  | ISBN 4-08-617371-9 |
| 2    | 1998年2月17日  | ISBN 4-08-617372-7 |
| 3    | 1998年4月16日  | ISBN 4-08-617373-5 |
| 4    | 1998年4月16日  | ISBN 4-08-617374-3 |
| 5    | 1998年6月17日  | ISBN 4-08-617375-1 |
| 6    | 1998年6月17日  | ISBN 4-08-617376-X |
| 7    | 1998年8月10日  | ISBN 4-08-617377-8 |
| 8    | 1998年8月10日  | ISBN 4-08-617378-6 |
| 9    | 1998年10月15日 | ISBN 4-08-617379-4 |
| 10   | 1998年10月15日 | ISBN 4-08-617380-8 |

## 小說
- 《新橙路》

原作：松本泉 / 著者：寺田憲史（I、II）、後藤隆幸（III）（JUMP jBOOKS）
| 集數 | 副標題 | 集英社        | 集英社             |
| 集數 | 副標題 | 發售日期      | ISBN               |
| ---- | ------ | ------------- | ------------------ |
| I    |        | 1994年7月4日  | ISBN 4-08-703023-7 |
| II   |        | 1995年7月3日  | ISBN 4-08-703035-0 |
| III  |        | 1997年4月24日 | ISBN 4-08-703057-1 |

- 《新橙路2002》（新きまぐれオレンジ☆ロード2002）

原作：松本泉 / 著者：寺田憲史（集英社Super Dash文庫）
| 集數 | 副標題 | 集英社         | 集英社             |
| 集數 | 副標題 | 發售日期       | ISBN               |
| ---- | ------ | -------------- | ------------------ |
| 1    |        | 2001年12月30日 | ISBN 4-08-630064-8 |
| 2    |        | 2002年1月30日  | ISBN 4-08-630068-0 |

## 電視動畫

### 製作人員
- 原作：松本泉
- 企劃：布川郁司、藤原正道
- 製作人：堀越徹（日语：堀越徹）、河野秀雄、深草禮子
- 劇本統籌：寺田憲史
- 總作畫監督：後藤真砂子
- 人物設定：高田明美
- 美術監督：小林七郎（日语：小林七郎）（第1話－第9話）、中村光毅（日语：中村光毅）、三浦智（第10話－第48話）
- 攝影監督：金子仁
- 音響監督：松浦典良（日语：松浦典良）
- 音樂：鷺巢詩郎
- 導演：小林治（日语：小林治 (アニメ演出家)）
- 標題設計：杉澤秀樹
- 企劃製作：日本電視台[注 5]
- 製作：東寶、Studio Pierrot

### 主題歌

#### 片頭曲
「NIGHT OF SUMMERSIDE」（第1話－第19話）
主唱：池田政典
（第20話－第36話）
主唱：長島秀幸
（第37話－第48話）
主唱：中原明子

#### 片尾曲
（第1話－第19話）
主唱：和田加奈子
（第20話－第36話）
主唱：和田加奈子
「Dance in the memories」（第37話－第48話）
主唱：中原明子

#### 動畫中的歌曲
（第11話、第17話）
主唱：池田政典
（第12話）
主唱：和田加奈子
（第22話）
主唱：和田加奈子
（第23話、第29話）
主唱：藤代美奈子
「Again」（第30話）
主唱：藤代美奈子
「NIGHT & DAY」（第35話、第38話、第46話）
主唱：BLUEW

### CD、Cassette、LP
- （僅CD、Cassette）
- （僅CD、Cassette）

日本環球唱片公司於2021年4月24日，將Toshiba-EMI已發行過的七張LP重新以透明彩膠方式再次發行，原本初版LP才有的海報與附錄也都一併附上。

### 各話標題
※第16話、第29話、第36話、第37話、第40話、第43話為動畫原創劇情。
| 話數   | 首播日期      | 日文標題 | 中文標題                          | 腳本                | 分鏡       | 演出       | 作畫監督     |
| ------ | ------------- | -------- | --------------------------------- | ------------------- | ---------- | ---------- | ------------ |
| 第1話  | 1987年 4月6日 |          | 轉學生！難為情的初戀              | 寺田憲史            | 小林治     | 小林和彥   | 重國勇二     |
| 第2話  | 4月13日       |          | 輕輕給她一個檸檬般的吻            | 寺田憲史            | 須田裕美子 | 須田裕美子 | 柳田義明     |
| 第3話  | 4月20日       |          | 心情不定的第一次約會              | 寺田憲史            | 鄉滿       | 鄉滿       | 杉山東夜美   |
| 第4話  | 4月27日       |          | 小光!? 引起騷動的C體驗            | 富田祐弘            | 池上和彥   | 玉野陽美   | 深大寺三十郎 |
| 第5話  | 5月4日        |          | 兩人的秘密，困惑的打工            | 寺田憲史            | 松園公     | 松園公     | 八幡正       |
| 第6話  | 5月11日       |          | 那傢伙是情敵，愛的期中考          | 大橋志吉            | 中村孝一郎 | 中村孝一郎 | 重國勇二     |
| 第7話  | 5月18日       |          | 阿圓的私生活!? 火花般的吻         | 富田祐弘            | 森川滋     | 森川滋     | 高倉佳彥     |
| 第8話  | 5月25日       |          | 妳的笑容！海邊的快門機會          | 寺田憲史            | 新林實     | 新林實     | 貴志夫美子   |
| 第9話  | 6月1日        |          | 久留美，教你約會的方法            | 富田祐弘            | 須田裕美子 | 須田裕美子 | 柳田義明     |
| 第10話 | 6月8日        |          | 預知夢!? 小光將死                 | 寺田憲史            | 松園公     | 松園公     | 杉山東夜美   |
| 第11話 | 6月15日       |          | 不要讓婚禮鐘聲響起！              | 靜谷伊佐夫          | 森川滋     | 森川滋     | 渡邊真由美   |
| 第12話 | 6月22日       |          | 留學美國！阿圓再見                | 寺田憲史            | 中村孝一郎 | 中村孝一郎 | 林桂子       |
| 第13話 | 6月29日       |          | 視線集中！小光十八變              | 大橋志吉            | 池上和彥   | 新林實     | 高倉佳彥     |
| 第14話 | 7月6日        |          | 預知夢！阿圓和恭介感情破裂！      | 寺田憲史            | 松園公     | 松園公     | 貴志夫美子   |
| 第15話 | 7月13日       |          | 阿圓的決心！結束三角關係          | 富田祐弘            | 石井文子   | 佐佐木和宏 | 柳田義明     |
| 第16話 | 7月20日       |          | 信不信？阿圓看見幽浮              | 大橋志吉            | 森川滋     | 森川滋     | 後藤隆幸     |
| 第17話 | 7月27日       |          | 夏天的誘惑！突然的雙重約會        | 靜谷伊佐夫          | 新林實     | 新林實     | 林隆文       |
| 第18話 | 8月3日        |          | 阿圓挑戰！幽靈海岸巨浪傳說        | 寺田憲史            | 須田裕美子 | 須田裕美子 | 林桂子       |
| 第19話 | 8月10日       |          | 兩人的體驗！禁忌的愛情島          | 寺田憲史            | 安濃高志   | 安濃高志   | 高倉佳彥     |
| 第20話 | 8月17日       |          | 小光目擊！充滿危機的合宿          | 富田祐弘            | 松園公     | 松園公     | 貴志夫美子   |
| 第21話 | 8月24日       |          | 恭介危機！山丘上的甜言蜜語        | 富田祐弘            | 中村孝一郎 | 中村孝一郎 | 柳田義明     |
| 第22話 | 8月31日       |          | 成人的關係!? 阿圓早上才回家的秘密 | 寺田憲史            | 池上和彥   | 池上和彥   | 八幡正       |
| 第23話 | 9月7日        |          | 恭介和阿圓大吵架！愛情兩人三腳    | 大橋志吉            | 森川滋     | 森川滋     | 林隆文       |
| 第24話 | 9月14日       |          | 一彌登場！小心搗亂小子            | 富田祐弘            | 飛羽高之   | 飛羽高之   | 林桂子       |
| 第25話 | 9月21日       |          | 危險的自我暗示！恭介變身          | 靜谷伊佐夫          | 新林實     | 新林實     | 高倉佳彥     |
| 第26話 | 9月28日       |          | 變成小孩的恭介！更接近阿圓        | 寺田憲史            | 中村孝一郎 | 中村孝一郎 | 柳田義明     |
| 第27話 | 10月5日       |          | 被盯上的阿圓！恭介男子漢的證明    | 大橋志吉            | 松園公     | 松園公     | 貴志夫美子   |
| 第28話 | 10月12日      |          | 危險的決心！真奈美的大冒險        | 富田祐弘            | 飛羽高之   | 飛羽高之   | 林桂子       |
| 第29話 | 10月19日      |          | 仁武郎不要哭！愛和青春的發情期    | 寺田憲史            | 森川滋     | 森川滋     | 林隆文       |
| 第30話 | 10月26日      |          | 樹葉物語！久留美的初戀 地獄篇     | 大橋志吉            | 中村孝一郎 | 中村孝一郎 | 柳田義明     |
| 第31話 | 11月2日       |          | 阿圓與勇作！青春私奔進行曲        | 富田祐弘            | 橫山廣行   | 橫山廣行   | 貴志夫美子   |
| 第32話 | 11月9日       |          | 兩次生日!? 奔馳在時間裡的恭介     | 富田祐弘            | 新林實     | 新林實     | 山本哲也     |
| 第33話 | 11月16日      |          | 妖艷的阿圓！用蘑菇表達120%真心話  | 大橋志吉            | 飛羽高之   | 小林和彥   | 林桂子       |
| 第34話 | 11月23日      |          | 故鄉大騷動！奇妙村莊的阿圓        | 寺田憲史            | 安濃高志   | 安濃高志   | 林隆文       |
| 第35話 | 11月30日      |          | 用相機行色！傀儡恭介              | 寺田憲史            | 森川滋     | 森川滋     | 貴志夫美子   |
| 第36話 | 12月7日       |          | 再見恭介！攝影機拍出的超能力      | 靜谷伊佐夫 寺田憲史 | 中村孝一郎 | 中村孝一郎 | 柳田義明     |
| 第37話 | 12月14日      |          | 橙色任俠傳！阿圓暴風雪的對決      | 富田祐弘            | 松園公     | 松園公     | 渡邊真由美   |
| 第38話 | 12月21日      |          | 恭介的時光之旅！第三次的聖誕節    | 大橋志吉            | 須田裕美子 | 須田裕美子 | 林桂子       |
| 第39話 | 1988年 1月4日 |          | 對阿圓施催眠術！恭介危險的新年    | 寺田憲史            | 橫山廣行   | 橫山廣行   | 山本哲也     |
| 第40話 | 1月11日       |          | 這是我的初夢！大怪獸仁武郎的反擊  | 寺田憲史            | 新林實     | 新林實     | 千明孝一     |
| 第41話 | 1月18日       |          | 動彈不得的阿圓！恭介的奇幻錶      | 靜谷伊佐夫          | 中村孝一郎 | 中村孝一郎 | 柳田義明     |
| 第42話 | 1月25日       |          | 萬人迷的阿圓！恭介終於告白        | 大橋志吉            | 上村修     | 鈴木吉男   | 林隆文       |
| 第43話 | 2月1日        |          | 傷心的小光！追趕在冬天海岸        | 富田祐弘            | 森川滋     | 森川滋     | 山本哲也     |
| 第44話 | 2月8日        |          | 戀愛的滋味？恭介的地獄情人節      | 寺田憲史            | 松園公     | 松園公     | 貴志夫美子   |
| 第45話 | 2月15日       |          | 小光死了，大家也都不見了          | 大橋志吉            | 須田裕美子 | 小林和彥   | 林桂子       |
| 第46話 | 2月22日       |          | 白銀之夜！只有兩人的纜車          | 富田祐弘            | 上村修     | 新林實     | 林隆文       |
| 第47話 | 2月29日       |          | 再見的預感，尋找阿圓的初戀        | 寺田憲史            | 森川滋     | 森川滋     | 山本哲也     |
| 第48話 | 3月7日        |          | 捕捉到愛情，然後重新來過          | 寺田憲史            | 望月智充   | 望月智充   | 後藤隆幸     |

## OVA
OVA版的故事和TV版無連接，在TV版結局中鮎川圓（15歲時，國中三年級）已得知春日恭介是超能力者且兩人已互表明心意[…在TV版最後一集第48集，因為超能力的關係，故事到最後，恭介在樹蔭下睡醒，那段時空是返回到阿圓還未知道超能力秘密的一刻，所以秘密得以保守的啊～，然而OVA版依照漫畫原著，時間點發生在15~17歲（高中時期）鮎川圓仍不知道恭介的秘密，三人持續三角戀關係。

### 第一期
白色戀人
1989年2月15日發售。
故事講述恭介和鮎川等人來到爺爺家旅行滑雪。當地有一個傳說：情侶不可一起滑雪；小光為避開傳說，讓恭介和鮎川一起滑雪，終於在山洞中遇上了一連串怪事。
夏威夷驚魂記
1989年3月15日發售。
故事講述恭介等人夏威夷遊玩，小光卻遭匪徒綁架的故事。

### 第二期
我是貓也是魚
1989年12月7日發售。
故事講述恭介得到一條能夠交換身體的繩，但一次意外下，恭介和金魚交換了身體，然後又變成一隻貓(仁武郎)而發生連串故事。
旋風！變身少女小茜
1990年2月1日發售。
故事講述恭介擁有變身超能力的表親小茜來到恭介家，因為她認為檜山光是恭介的女朋友而引起連串事件。
Heart On Fire! 春天偶像
1990年5月1日發售。
故事講述恭介與偶像歌手早川互換身體。
Heart On Fire! 巨星誕生
1990年7月1日發售。
故事講述恭介害怕偶像歌手早川會說出他擁有超能力的秘密。

### 第三期
意外狀況
1991年1月18日發售。
故事講述恭介表親小茜要恭介假扮成男朋友而引發的故事。
口紅留言
1991年1月18日發售。
故事講述鮎川誤會父親出軌而離家出走，到恭介家的故事。

### 主題曲

#### 片頭曲
歌 - 中原明子（OVA 1~2）
歌 - 坪倉唯子（OVA 3~8）

#### 片尾曲
「Dance in the memories」歌 - 中原明子（OVA 1~2）
歌 - 橘友賀（OVA 3~6）
歌 - 和田加奈子（OVA 7~8）

#### 插曲
歌 - 坪倉唯子（OVA 4）

## 劇場版

### 第一部
但願回到過去
1988年10月8日上映，是動畫版的完結篇，交代了春日恭介在三角戀的選擇。
講述鮎川圓和春日恭介考進大學前一刻，回想前年夏天他和鮎川圓和檜山光的三角戀的解決。為銜接動畫版完結的劇情，劇場版的鮎川圓和檜山光對三角戀情的態度和解決方法與漫畫原著有所出入。大部分的漫畫迷批評劇場版「但願回到過去」描繪的春日恭介太過冷血，不符合松本泉描繪對春日優柔寡斷的個性，也批評劇情中的鮎川圓跟松本泉所設定的鮎川圓個性不同，松本泉在漫畫版所設定的鮎川圓是默默地想獨自退出三角戀情而成全恭介和小光在一起，然而到了劇場版卻變成鮎川圓想要獨自佔有恭介反而使人同情小光，因而許多支持鮎川圓的漫畫迷呼籲「就把印象停留在漫畫版跟TV版就好」。松本泉也在自己的官網表示:希望大家把它當成一個脫離原作的平行世界。在劇場版中恭介與阿圓一起去看的電影是「鄰家女孩劇場版 沒有背號的王牌投手」，是1986年同樣由東寶製作的。
製作人員
- 編劇：寺田憲史
- 導演：望月智充
- 作畫監督：後藤真砂子
- 美術監督：三浦智
- 攝影監督：金子仁
- 音樂：鷺巢詩郎
- 音響監督：松浦典良
- 製作：東寶、Studio Pierrot
- 主題曲
  - 
    - 作詞：和田加奈子，作曲：伊豆田洋之，編曲：白井良明（日语：白井良明 (音楽家)），主唱：和田加奈子
- 插入曲
  - 
    - 作詞：和田加奈子，作曲、編曲：久石讓，主唱：和田加奈子

  - 
    - 作詞：三浦德子，作曲：水島康宏（日语：水島康宏），編曲：平岩嘉信，主唱：和田加奈子

### 第二部
接著，那個夏天的開始
1996年11月2日上映。本作品和之前的動畫版有很大不同的畫風，是小説『新きまぐれオレンジ☆ロード』電影化的作品。
講述兩個春日恭介，一個是十九歲在日本被車撞到的，另一個是二十二歲在波斯尼亞成為戰地攝影師的，兩場的意外讓他們的靈魂掉進時間狹縫中，十九歲的恭介掉到三年後的世界要找出回到過去的方法，也讓他們更珍惜鮎川圓。此劇場版與第一部劇場版「但願回到過去」做銜接，交代了恭介和小光分手後，小光的決定及阿圓和小光間的姊妹感情，算是為前部劇場的批評做了完整的解釋。在台灣，此片曾在衛視電影台播放。
製作人員
原作：松本泉、寺田憲史
編劇：寺田憲史
導演：湯山邦彦
演出：石原立也
人物設定：後藤隆幸
作畫監督：木上益治
美術監督：小林七郎
攝影監督：福島敏行
音樂：梶浦由記
製作：製作委員會
主題曲
歌 - Agua
插入曲
「LOVE IS POWER」歌 - 工藤亞紀
「DON'T BE AFRAID」歌 - Agua

## 廣播劇
1995年10月8日至1996年4月6日，標題以《Original》播出廣播劇，編劇由會川昇擔任。並於1995年至1996年錄製在CD，全5枚，由Victor Entertainment 發行。主持由岩田光央與宮村優子擔任。並曾邀請原作者松本泉擔任特別嘉賓。

## 軼事
- 日本原名在日語中有著捉摸不定、反覆無常的意思，正好說明了三個人之間曖昧不定的關係。
- 是英语“Orange Road”的片假名表示，也就是“橙路”這個譯名的由來。
- 作者松本泉在連載期間就常因為健康狀況不良，而導致後來的長期休載。休載前和再連載後的一段時間，因為畫風差異很大，讀者便猜測是由助理萩原一至代筆。事實上只有在松本無法執筆暫時由萩原代畫，在連載完結前萩原就離開了工作室，松本也在官方的Fanbook裡否定這項流言。另外長期讓松本困擾的症狀在2004年查明是腦髓液減少症（日语：脳脊髄液減少症）。
- 單行本化時就有相當多修改，特別是最後一集修改幅度最大。愛藏版發行時也經過了修改，所以連載版、JC（Jump Comics）版和愛藏版的最終回是完全不一樣的。
- 在2020年10月14日，松本泉逝世的隔週，劇場版但願回到過去的導演望月智充在自己的推特上追悼時提到，因為他拍了該劇場版，而被認為是破壞原作的人，他自己也感受到松本泉似乎也很討厭他。除此他也透露在配音之前，他只有見過松本泉一次面。松本泉約他見面後一邊看著配音稿，一邊對他說:這部電影內容完全不一樣(指跟漫畫相比)。望月智充也透露了劇場版背後的秘辛：「松本泉直到見面的前幾天才知道有要拍劇場版的事情…。」這樣對待原作者的方式是現在無法想像的，他一直記得對松本泉感到抱歉[5][6]。